# Ciona mollis
Ciona mollis är en sjöpungsart som beskrevs av Friedrich Ritter 1907. Ciona mollis ingår i släktet Ciona och familjen Cionidae. Inga underarter finns listade i Catalogue of Life.